# Ardisia denigrata
Ardisia denigrata är en viveväxtart som beskrevs av C.M.Hu. Ardisia denigrata ingår i släktet Ardisia och familjen viveväxter. Inga underarter finns listade i Catalogue of Life.